# Auto Europe
Auto Europe ist ein US-amerikanischer Autovermittler mit Hauptsitz in Portland im US-Bundesstaat Maine und zwei Zweigstellen im Vereinigten Königreich sowie in Deutschland (München).
Die Buchungszentrale für Europa befindet sich in München. Im unternehmenseigenen Callcenter mit etwa 150 Mitarbeitern (Stand Dezember 2009) werden eingehende Anfragen und Buchungen für ganz Europa abgewickelt. Vermittelt werden Mietwagen weltweit von Mietpartnern wie Avis, Europcar, Hertz oder Budget.

## Geschichte
Die Unternehmensgründung begann im Jahre 1954 in Deutschland mit der Idee, einen VW Käfer an amerikanische Landsleute zu vermieten, die ihre in Deutschland stationierten Kinder besuchen wollten. Von diesem Zeitpunkt an wurde die Konzeption weiterentwickelt. Später zog das Unternehmen in die USA. Nach einem Managementwechsel vor 15 Jahren hat das Unternehmen seine Aktivitäten erweitert und fing an, neue Märkte zu erschließen.
Auto Europe vermittelt Mietwagen in Europa, Nord- und Südamerika, Australien, Südostasien, im mittleren Osten und in Afrika. Im Jahr 2001 wurden in München und in London zwei weitere Niederlassungen eröffnet. Das Unternehmen beschränkt sich seither nicht nur auf Autovermietungen für Privatkunden. Mit mehr als 20.000 Anmietstationen in 150 Ländern bietet das Unternehmen Transferservices, Mietwagen mit Chauffeur, Luxusautos, Sportautos, Wohnmobilvermietung und GPS- und Handyvermietung.
Mittlerweile besteht Auto Europe aus 500 Mitarbeitern weltweit und 150 Mitarbeitern in Deutschland. Im Jahr 2023 fand ein Wechsel des Inhabers und der Geschäftsführung statt.

### Zeittafel
- 2002: Aufbau der Märkte Niederlande/Skandinavien
- Seit Februar 2003 der deutschsprachige Raum
- Seit Sommer 2004 in Frankreich
- Seit Sommer 2005 in Spanien & Belgien
- Seit Winter 2005/06 in Italien
- Seit Sommer 2006 in der Schweiz
- Seit Winter 2007/08 in Portugal und Polen
- Seit Winter 2008/09 in Ungarn, Bulgarien, Slowakei und der Türkei
- Seit Sommer 2009 Anbieter des Produktes autovermietung.de